# 블루 가디니아
블루 가디니아(The Blue Gardenia)는 미국에서 제작된 프리츠 랑 감독의 1953년 범죄, 드라마 영화이다. 앤 박스터 등이 주연으로 출연하였고 알렉스 고틀립 등이 제작에 참여하였다.

## 출연

### 주연
- 앤 박스터
- 리처드 콘트

### 조연
- 앤 소던
- 레이몬드 버
- 제프 도넬
- 리차드 에드먼
- 조지 리브스
- 루스 스토리
- 레이 월커
- 냇 킹 골

## 제작진
- 미술: 다니엘 홀
- 의상: 이지 번